# Hiosciamina
Hioscinamina é um alcalóide tropânico, quimicamente o levo-isómero da atropina, encontrado na natureza como metabolito secundário de algumas plantas da família Solanaceae, incluindo as espécies Hyoscyamus niger (de onde derivou o nome), Mandragora officinarum e Datura ferox.

## Usos terapêuticos e efeitos secundários
A hiosciamina é utilizada para o alívio sintomático de vários transtornos gastrointestinais, incluindo espasmos, úlceras pépticas, síndrome do cólon irritável, pancreatite, cólicas e cistite. Também foi utilizado para aliviar certas cardiopatias, para o controlo de alguns sintomas da doença de Parkinson e para o controlo das secreções respiratórias em pacientes sujeitos a cuidados paliativos.
Entre os efeitos secundários incluem-se secura da boca e garganta, perturbações da visão, agitação, enjoos, arritmias, falta de ar e desmaio. A sobredose pode causar dor de cabeça, vómitos e sintomas associados oa sistema nervoso central como diarreia, desorientação, alucinações, euforia, expressões afectivas inapropiadas, perda da memória a curto prazo e possível coma em casos extremos.

## Farmacologia
A hiosciamina é um anticolinérgico, específicamente do tipo antimuscarínico, que actua por bloquear a acção do neurotransmissor acetilcolina ao nível dos receptores muscarínicos. O seu efeito é o oposto da acetilcolina, produzindo alterações no funcionamento das terminações do sistema nervoso parassimpático do músculo liso, glândulas secretoras e no sistema nervoso central. Aumenta o rendimento cardíaco, diminui a secreção das glândulas e antagoniza a acção da serotonina. Em doses terapêuticas, a hiosciamina tem cerca de 98% do efeito anticolinérgico da atropina e cerca de 92% da escopolamina, outro fármaco derivado da beladona.